# Herpesvirus umano 8
L'herpes virus umano 8 (HHV-8, Human herpes virus 8), detto anche Herpesvirus associato al sarcoma di Kaposi (KSHV), è l'agente eziologico predisponente al sarcoma di Kaposi, malattia nota fin dalla seconda metà del XIX secolo, la cui incidenza è drammaticamente aumentata in seguito alla crescente diffusione dell'AIDS. Insieme al Virus di Epstein-Barr, l'herpes virus umano 8 è stato classificato nella sottofamiglia Gammaherpesvirinae in quanto è accreditato il suo naturale tropismo per le cellule linfocitarie di tipo B. I linfociti B sono anche la sede in cui il virus permane allo stato latente; d'altronde è stato ipotizzato che anche i monociti svolgano un ruolo analogo per la sopravvivenza del virus all'interno dell'organismo. 
Il genoma di HHV-8, che consta di un DNA a doppio filamento di circa 165 kilobasi, è rinvenibile mediante PCR nella quasi totalità delle lesioni da e in tutte le quattro diverse forme di sarcoma: classico, associato ad infezione da HIV-1 (o epidemico), endemico africano e iatrogeno (ad insorgenza dopo trapianti d'organo). Dal punto di vista dell'organizzazione genomica, HHV-8 è classificato in cinque sottotipi principali: A, B, C, D ed E. Il sottotipo A sembra associato alle forme più aggressive di sarcoma. 
La trasmissione del virus avviene principalmente per via sessuale o per scambio di fluidi corporei. La malattia è caratterizzata da lesioni della cute e delle mucose, con possibili localizzazioni viscerali, in cui una grande quantità di infiltrato infiammatorio si accompagna alla neoformazione di vasi ematici (angiogenesi).
Una buona tecnica diagnostica per accertare la presenza di Herpes virus umano 8 è la ricerca di anticorpi mediante immunofluorescenza indiretta.